# Chuzalongo
El chuzalongo (en quítxua «nen seductor i malvat»), Chiro o indi de la muntanya és una criatura fantàstica de la mitologia de l'Equador, habitant dels Andes.

## Origen
Hi ha diferents versions sobre l'origen del chuzalongo. Una versió indica que podria ser fill de l'urcu-yaya i la urcu-mama, és a dir, fills del turó. Una altra versió més terrenal indica que podria ser fruit d'una relació incestuosa entre pares i fills o entre germans.
També hi ha versions que indicarien que el mite del chuzalongo s'hauria originat en temps dels conqueridors espanyols, i aprofitat també pels criolls, per eludir responsabilitats sobre la descendència fruit de les relacions entre aquests i les ameríndies, ja que el chuzalongo és descrit com un ésser ros i d'ulls celestes.

## Característiques físiques
Segons les diferents versions, el chuzalongo presenta variacions pel que fa al seu aspecte. De tota manera, sempre és descrit com un ésser de trets humanoides, petit com un nen de 6 anys, i de llarga cabellera, que pot ser rossa, i de pell blanca i ulls celestes.
Hi ha versions que el descriuen amb els peus girats cap enrere, la qual cosa serviria per burlar els seus perseguidors. En general, és descrit com a portador d'un penis enorme, que ha de portar a l'espatlla. També hi ha versions que només el descriuen amb un tros de cordó umbilical encara enganxat al melic, o que aquest seria realment només el penis sortint-lo d'aquesta zona.
Simbòlicament, el follet-nen, anomenat el chuzalongo és com un fill de totes les dones, cosa que dona una doble càrrega incestuosa a la seva existència, ja que aquesta criatura es caracteritza per les seves agressions sexuals envers les dones.

## Activitats
El chuzalongo compta amb un desenfrenat apetit sexual que el porta seduir audaçment o violar les dones que troba soles i les quals, posteriorment, sol assassinar.
Es diu que també s'alimentaria de la sang de les persones, encara que no totes les versions coincideixen en aquest aspecte.
Se'l considera que no és un ésser malhumorat, encara que, en cas d'irritar-se, pot arribar a assassinar les persones amb un cop de vent.